# Gualtiero Negrini
Gualtiero Negrini (Los Angeles, 24 gennaio 1961) è un direttore d'orchestra, regista, cantante, attore ed insegnante di canto statunitense di origine irlandese-italiana.

## Biografia
Gualtiero Negrini nacque da Luciano Negrini (ex prete cattolico e cantante d'opera, basso di Milano, Italia) e Clare Mary Negrini (nata Young, cantante d'opera mezzosoprano irlandese-americano di Chicago). Il suo prozio, il tenore Carlo Negrini, creò il ruolo di Gabriele Adorno per Giuseppe Verdi, nella prima del Simon Boccanegra a Venezia nel 1857. Durante tutta la sua giovinezza Negrini diceva di essere nato a Milano in omaggio a suo padre che si era sempre lamentato che nessuno dei suoi quattro figli fosse nato in Italia. Sebbene abbia trascorso del tempo lì da bambino e negli anni successivi, in realtà è nato all'Hollywood Presbyterian Medical Center in California e si considera un orgoglioso angeleno. Ha frequentato la scuola elementare di St. Casimir, la Daniel Murphy High School e l'USC Opera Workshop, tutti a Los Angeles.

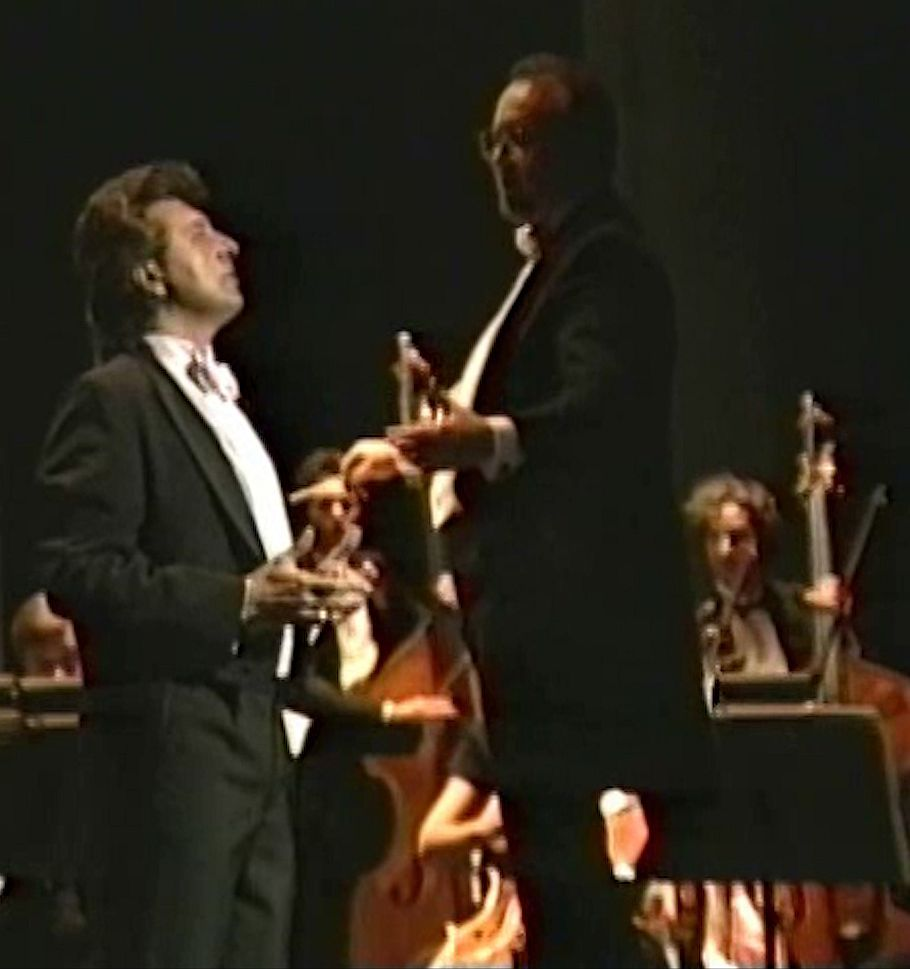
Gualtiero Negrini dirige Jerry Hadley con l'Opera Orchestra di Los Angeles nel 1994

## Direttore d'orchestra
Gualtiero Negrini iniziò i suoi studi in tenera età come pianista e direttore d'orchestra sotto l'ex direttore dei Berliner Philharmoniker Fritz Zweig e il Dr. George Dawson della California State University, Long Beach. Ha diretto le sue prime esibizioni all'età di 13 anni, una performance a due pianoforti di Madama Butterfly con una piccola compagnia lirica amatoriale locale. Nella sua successiva adolescenza, continuò a dirigere produzioni con orchestra completa di Don Pasquale, Faust e Lucia di Lammermoor.
All'inizio degli anni '90 cofondò l'Opera Orchestra di Los Angeles, dirigendo esecuzioni acclamate dalla critica della Turandot di Puccini con le star del Metropolitan Opera Ghena Dimitrova e Giuliano Ciannella. Con la stessa orchestra Negrini diresse anche Attila di Verdi e An Evening with Jerry Hadley, un concerto di gala con il tenore del Metropolitan Opera Jerry Hadley. Continuò a dirigere produzioni a Los Angeles di Tosca, La bohème, Madama Butterfly e Carmen.
Nel 2000 Negrini diresse e produsse la popolare registrazione Broadway Classic, con il famoso soprano del teatro musicale, Lisa Vroman. Nel 2010 fu per essere il direttore residente dell'Opera Arts Festival a Palm Desert, in California, incarico che ha ricoperto per sei stagioni.

## Insegnante di canto
Negrini è anche un insegnante di canto di fama internazionale. Ha iniziato con l'USC Opera Workshop, dopo che gli è stata offerta una posizione come insegnante di repertorio alla tenera età di 16 anni ed ha mantenuto studi di insegnamento privati a Los Angeles, San Francisco e New York City. Nel corso degli anni ha formato i cantanti del Metropolitan Opera Thomas Hampson, Suzanna Guzmán, il tenore Raul Hernandez e molti altri. Ha anche allenato l'attrice e cantante jazz Bettina Devin nel film Rent, Franc D'Ambrosio ne Il padrino - Parte III, la star televisiva e teatrale Nancy Dussault, le attrici di Broadway Lisa Vroman, Anika Noni Rose, Rachel Eskenazi-Gold, Karen Morrow e la vincitrice del Tony Award Dame Edna.

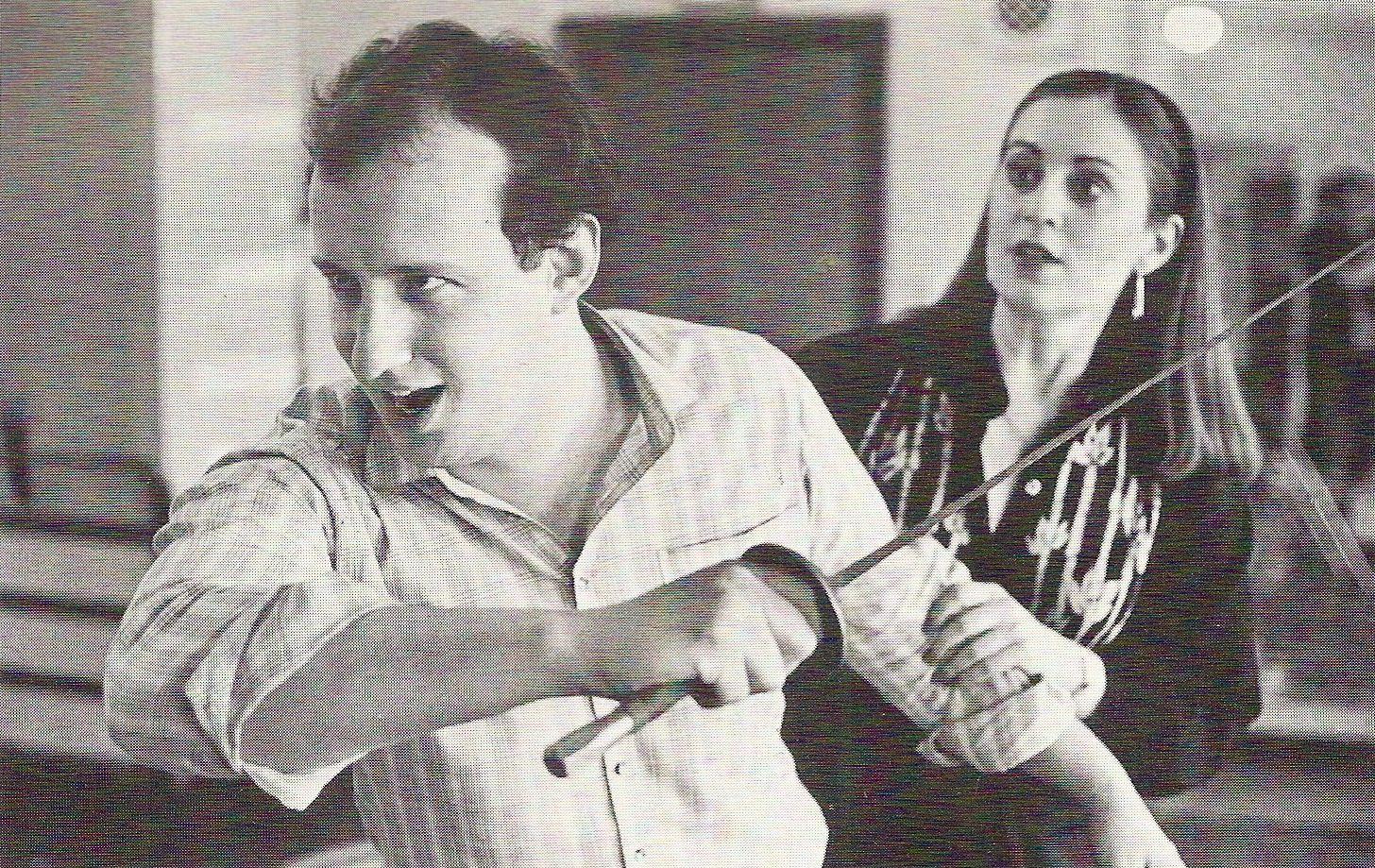
Un ventenne Gualtiero Negrini con Sharon Graham che prova Il Barbiere di Siviglia all'Opera di Chicago nel 1980.

## Cantante
Negrini debuttò come cantante all'età di 15 anni, come il dottor Malatesta in una produzione di Don Pasquale montata da una piccola compagnia conosciuta come L'Opera Comique di Los Angeles, fondata da suo padre. All'età di 17 anni debuttò come tenore nella parte di Paolino nella produzione dell'USC Opera de Il matrimonio segreto.
Poco dopo, all'età di 19 anni, è stato finalista alle audizioni dell'Opera di Chicago del 1980. Lì fu mentore di Walter Baracchi, il noto pianista-direttore che era stato con la Opera di Chicago per un decennio e in precedenza con la Scala di Milano dalla fine degli anni '50. Questo lanciò Negrini in una carriera di cantante professionista. A Chicago avrebbe continuato a condividere il palco e ad imparare da Luciano Pavarotti, Mirella Freni, Alfredo Kraus, Jon Vickers e decine di altri grandi artisti. Tra i suoi successi più grandi ci fu la sua interpretazione della "rock star" Nanki-Poo nella produzione aggiornata di Peter Sellars di Il Mikado e la sua interpretazione di Don Ramiro nella produzione di Gian-Carlo Menotti de La Cenerentola al Kennedy Center di Washington, DC, un ruolo che alla fine avrebbe interpretato più di 100 volte con molte compagnie d'opera diverse. In questo periodo ha anche interpretato il ruolo di David ne I maestri cantori di Norimberga con la Chicago Symphony Orchestra diretta da Erich Leinsdorf.
Ha fatto storia all'Opera di Chicago quando nel 1982, all'età di 21 anni, sostituì Gösta Winbergh nel ruolo di Ferrando in Così fan tutte, diventando così il più giovane tenore che abbia mai cantato lì un ruolo da protagonista. Negrini è stato anche finalista alle audizioni della San Francisco Opera del 1984, dove è stato membro del Merola Opera Program.
Alla fine degli anni '80, mentre continuava a cantare in tutti gli Stati Uniti, in ruoli come Hoffman ne I racconti di Hoffmann, Lord Percy in Anna Bolena e Dick Johnson ne La fanciulla del West, fu avvicinato da Hal Prince per ricreare il ruolo di Ubaldo Piangi in The Phantom of the Opera di Andrew Lloyd Webber per la prima a Los Angeles. Ciò avrebbe impegnato Negrini per 8 anni e in oltre 3.000 rappresentazioni di quel ruolo, sia a Los Angeles che a San Francisco.
Con il noto soprano Lisa Vroman ha cantato il ruolo di Martin in The Tender Land di Aaron Copland per il Cabrillo Music Festival nel 1999, e nel 2000 entrambi hanno cantato in un Gala a Vienna per la vigilia del nuovo anno con la San Francisco Symphony sotto la direzione di Yves Abel. Nel marzo 2010 interpretò Tony in The Most Happy Fella di Frank Loesser con grande successo con la Silicon Valley Symphony (ex San Jose Symphony), ancora una volta con Lisa Vroman nei panni della sua Rosabella.
Nel 2011 ha interpretato il ruolo di William Randolph Hearst nel musical W.R. & Daisy, per il quale ha anche registrato dei brani.
In anni più recenti è apparso come guest star in programmi televisivi come la serie HBO Curb Your Enthusiasm e la serie Fox Television Bones (serie televisiva), in ruoli che mostrano il suo talento sia come cantante che come attore. Nel febbraio 2018 sarà protagonista di un nuovo episodio della serie di successo FX Baskets, condividendo lo schermo con Zach Galifianakis e il vincitore dell'Emmy Award Louie Anderson.

## Cinema e televisione
Negrini si era dilettato nel cinema con i suoi amici del liceo da adolescente, producendo anche alcuni cortometraggi, ma fu solo nel 1991 che avrebbe rivisitato questo genere. Mentre si trovava a Los Angeles per recitare nel Fantasma dell'Opera, gli fu chiesto di apparire nella commedia in costume Bella, bionda... e dice sempre sì, con Alec Baldwin e Kim Basinger, in una scena come Figaro ne Il Barbiere di Siviglia. Nel 2009 apparve come l'amabile ristoratore cantante d'opera che viene bruscamente interrotto da Larry David in un episodio di Curb Your Enthusiasm e come ingegnere sanitario cantante d'opera in un episodio del 2012 di Bones. Nel 2013 iniziò la produzione di Fairlane Road, un thriller a combustione lenta in cui ha diretto, recitato e scritto insieme a Anthony Sherritt. Il film è stato ripreso da Netflix nel 2016. Nelle ultime settimane del 2017 Negrini è apparso su Conan (TV Show) nei panni di Donald Trump in un breve sketch ed ha concluso l'anno con una nota positiva come ospite in primo piano nel prossima stagione di Baskets. La sua voce è stata anche ascoltata in innumerevoli spot pubblicitari.

## Vita privata
Gualtiero Negrini vive a Los Angeles con la moglie Lucy, con la quale è sposato dal 1989. Condividono tre figli: Gina, Charles e Sophia.